# Hoa hiên
Hoa huyên (danh pháp hai phần: Hemerocallis fulva, Orange Daylily) thường được đọc trại là hoa hiên, là một chi Hemerocallis trong họ Liliaceae (Liliaceae) trong phân loại học Cronquist cũ. Ngoài ra còn có tên gọi bắt nguồn từ Trung Quốc như vong ưu thảo, chanh huyên, tử huyên, nghi nam thảo, liệu sầu, lộc tiến, hoàng hoa thái. Cây này được trồng ở nhà sau phía bắc, nơi đàn bà ở nên ngày xưa mẹ được gọi là "huyên đường" trong văn hóa của người Trung Quốc. 
Loài cây này nguồn gốc từ Trung Quốc, Siberia, Nhật Bản và Đông Nam Á, du nhập vào Đài Loan từ vùng Hoa Nam vào năm 1661.

## Sinh thái học
Hemerocallis được phân loại là một loài lớn hơn, trong đó có nhiều loại cây trong cùng chi, bao gồm cả cây hoa kim châm (金針菜)， hoa kim châm được trồng ở Đài Loan là Hemerocallis Fulva L. (thường được gọi là loại bản địa). Bản thảo cương mục viết："Nay người phương Đông hái hoa và phơi khô, tên gọi là hoàng hoa thái."
Hoa hiên gồm các loài thuộc họ cây kim châm (金針) là Hemerocallis citrina, cây Bắc Hoàng Hoa (北黃花菜) là Hemerocallis lilioasphodelus, một loại khác là tiểu hoàng hoa thái là Hemerocallis minor và đánh giá cây đại bao huyên thảo (大苞萱草) khác các loài khác, đại bao huyên thảo không sử dụng được, "quyển đan" (Lilium lancifolium) thường bị nhận nhầm hoặc thậm chí ăn.
Loài này thuộc chi có tên Latinh là Hemerocallis bắt nguồn từ tiếng Hy Lạp, mang nghĩa là "vẻ đẹp của một ngày", được đặt tên theo hoa nở chỉ một ngày, từ bình minh đến hoàng hôn, một ngày khác sẽ được thay thế bằng một đợt nở hoa khác. Các loài này được trồng vào chậu để làm cảnh.

## Đặc tính sinh học

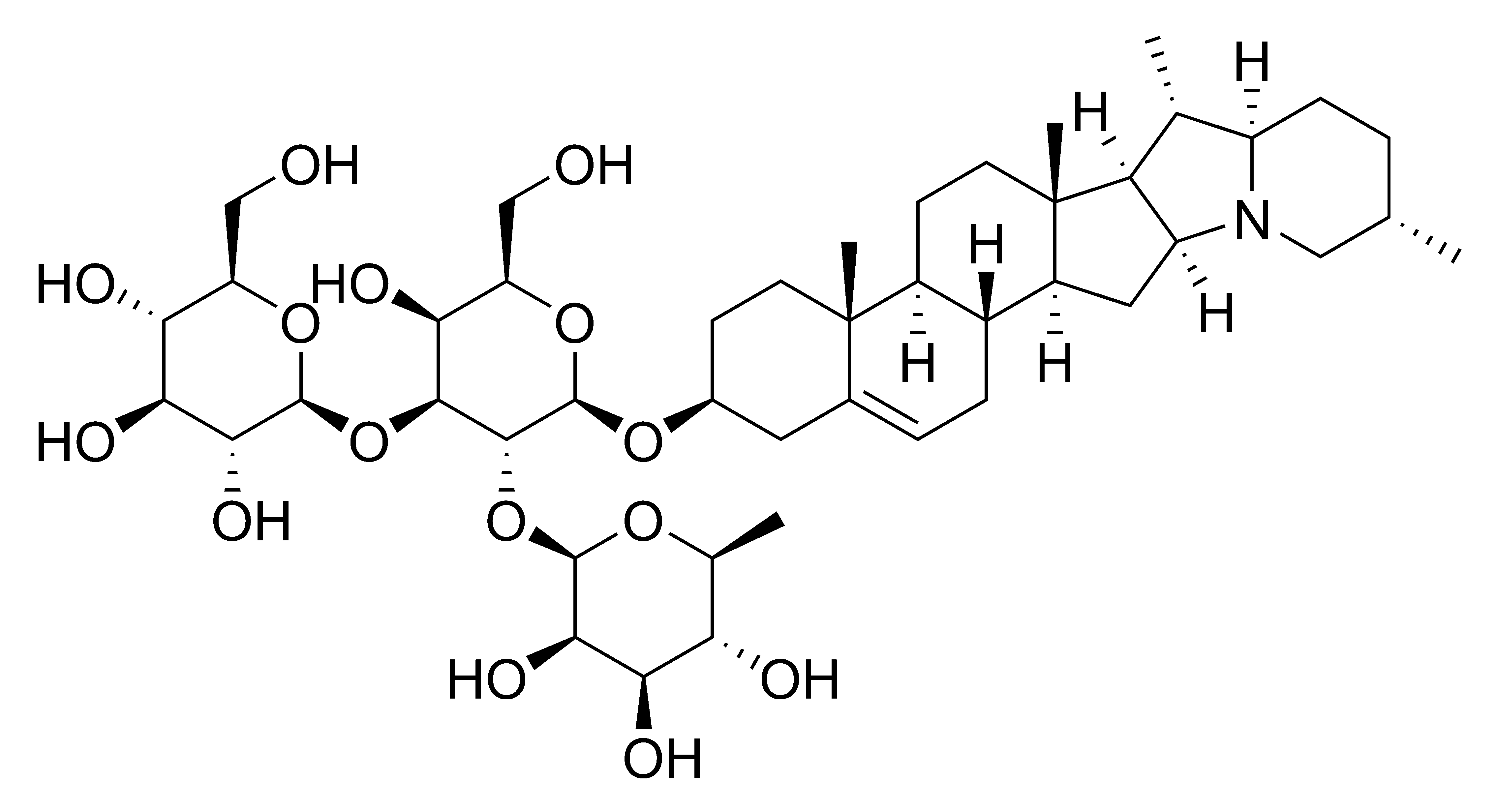
Cấu trúc phân tử của saponin có trong hemerocallis có tác dụng thôi miên.

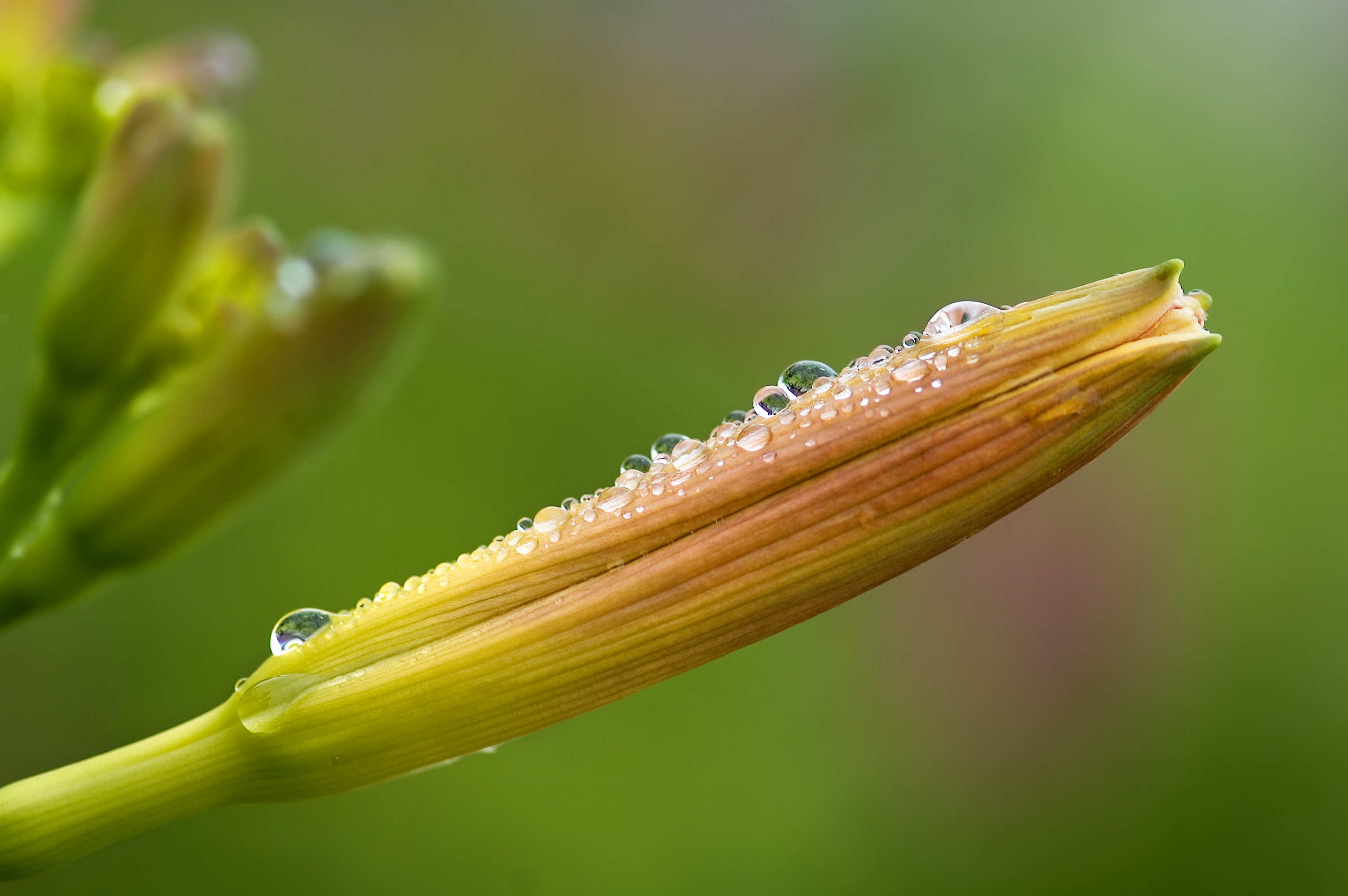
Nụ cây hoa huyên

Đây là một loại cây thân thảo lâu năm mọc từ các rễ củ, với thân cao từ 40–150 cm (16–59 in). Các lá có dạng tuyến tính, dài từ 50–90 cm (20–35 in) và rộng từ 1–2,8 cm (0,39–1,10 in).
Hoa có bề ngang từ 5–12 cm (2,0–4,7 in), đỏ cam, với một đường trung tâm nhợt nhạt trên mỗi cánh hoa không phân biệt rõ ràng (tepal); hoa nở từ đầu mùa hè đến cuối mùa thu, trên các cuống hoa có 10-20 bông hoa, với những bông hoa riêng lẻ nở liên tiếp, mỗi bông chỉ kéo dài một ngày. Cây ra quả có 3 lớp vỏ dài 2–2,5 cm (0,79–0,98 in) và rộng 1,2–1,5 cm (0,47–0,59 in) sẽ tách mở khi trưởng thành để phát hành hạt giống.
Cả hai dạng lưỡng bội và tam bội đều được biết đến trong tự nhiên, nhưng hầu hết các loại cây được trồng là tứ bội dễ dàng tạo ra hạt và cũng có thể sinh sản bằng thực vật bằng các thân bò lan dưới đất hoặc phân bào. Ít nhất bốn giống thực vật được công nhận, tam bội điển hình bao gồm đột biến fulva, lưỡng bội, angustifolia đột biến (đồng nghĩa: đột biến longituba), đột biến tam bội. kwanzo, trong đó các nhị hoa biến đổi thành các cánh đài bổ sung và đột biến thường xanh aurantiaca.

### Đột biến

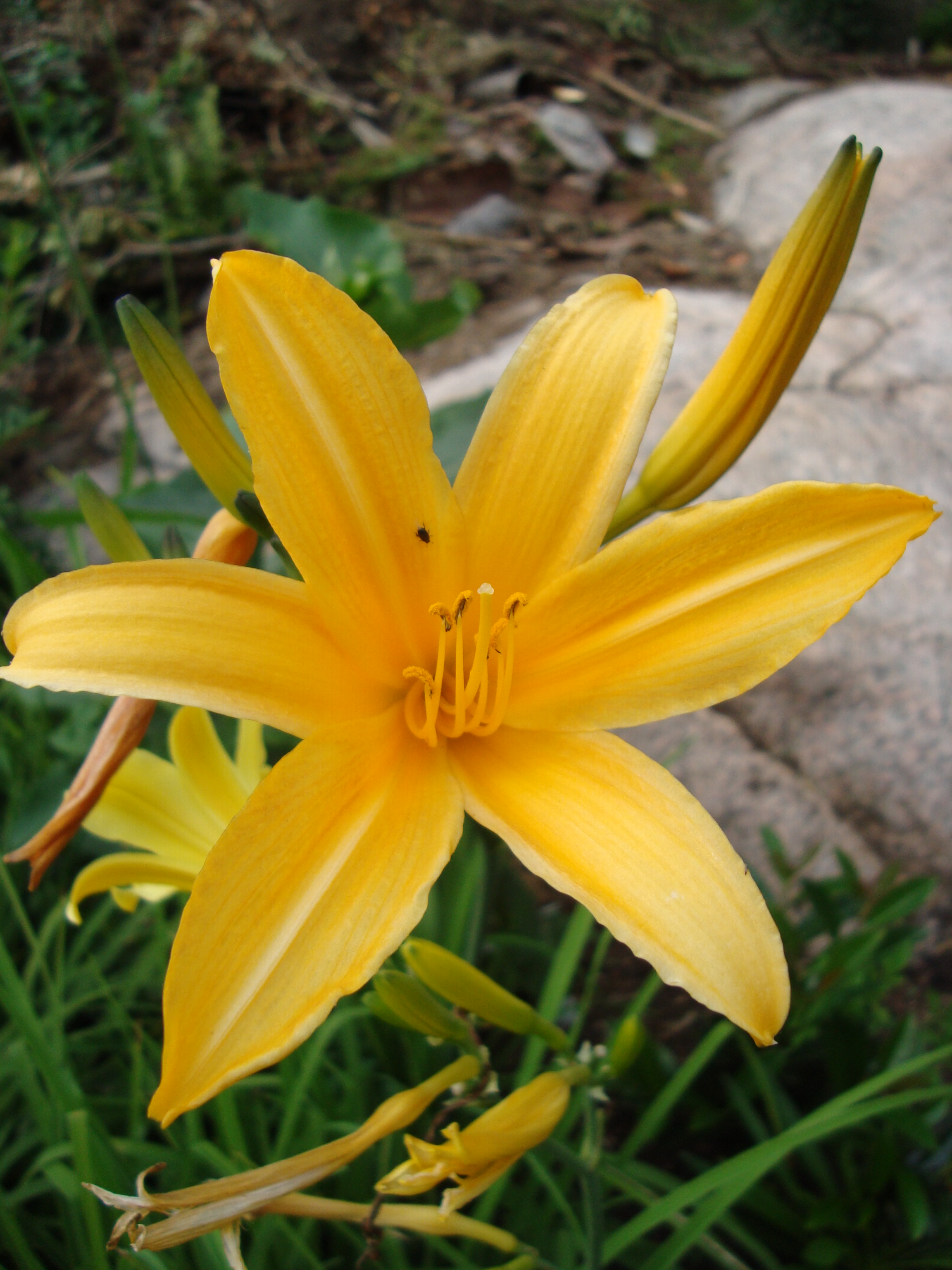
Cây thường lục huyên thảo.

- Cây dã huyên thảo (野萱草, Hemerocallis fulva var. angustifolia hay　Hemerocallis fulva var. longituba): Đột biến lưỡng bội.
- Cây trọng biên huyên thảo (重瓣萱草, Hemerocallis fulva var. kwanso): Đột biến tam bội
- Cây thường lục huyên thảo (常綠萱草, Hemerocallis fulva var. aurantiaca): Còn gọi là cây chanh huyên.[6]

## Sử dụng
Hoa, lá và củ của hoa hiên có thể ăn được. Lá và chồi có thể được ăn sống hoặc nấu chín khi còn non (hoặc chúng trở nên quá xơ). Những bông hoa và củ non cũng có thể ăn sống hoặc nấu chín. Những bông hoa có thể sấy khô và dùng làm đặc cho món súp. Còn nụ hoa nấu chín, ăn kèm với bơ, có vị như đậu xanh.

## Công dụng
Hoa hiên (Hemerocallis fulva) được sử dụng làm dược liệu tại Trung Quốc, có khả năng tiêu viêm giải nhiệt.
- Cuốn sách Thần nông bản thảo kinh (神農本草經) Dân quốc bản cổ tập hợp lại：Hoa hiên, nhất danh vong ưu, nhất danh nghi nam, nhất danh kì nữ. Vị ngọt, tính bình, không độc. Chủ yên ngũ tạng, an tâm chí, giúp tinh thần vui vẻ không âu sầu, cơ thể thư thái, minh mẫn.
- Bản thảo cương mục chép lại：Vị ngọt, tính mát, tiêu thấp lợi thủy, giải nhiệt lợi tiểu, làm dịu cơn khát, giảm âu lo, thư giãn cơ hoành ngực.

## Văn hoá

### Trung Quốc
Đây là loài hoa biểu trưng cho người mẹ trong truyền thống của Trung Quốc, thời cổ người mẹ được gọi là "Huyên đường" (萱當), còn người cha là "Xuân đình" (椿庭).
Vào thời nhà Hán có chép lại về việc trồng loài cây này, lấy tên là huyên thảo (萱草). Hoa hiên tượng trưng cho tình cảm con dành cho mẹ, thơ viết: "Ai nói lòng tấc cỏ, báo được ơn ba xuân" (Thùy ngôn thốn thảo tâm, Báo đắc tam xuân huy) để chỉ hoa huyên, được coi là một loài hoa của mẹ trong quan niệm của người Trung Quốc, như hoa cẩm chướng tượng trưng ở châu Âu và Mỹ.
Nhà thơ Tô Đông Pha có bài thơ về nỗi nhọc lòng (lao tâm) của người mẹ: 

| “ | Huyên thảo vị vi hoa; Cô tú năng tự bát; Đình đình loạn diệp trung; Nhất nhất lao tâm sáp; | ” |

Ngoài ra còn có Kê Khang (嵇康) thời Tam quốc viết về Dưỡng sinh luận："Hợp hoan quyên phẫn, huyên thảo vô ưu, ngu tri sở cộng trí giả." Do đó loài cây này có tên gọi khác là "vong ưu thảo" (cỏ làm quên nỗi sầu).
Trong thành ngữ "xuân huyên tịnh mậu" thì "xuân" và "huyên" chỉ cây hương xuân và huyên thảo (hoa hiên) tương trưng cho cha và mẹ. Đại ý biểu thị hương xuân là mong cho cha được trường thọ.
Sách Tiêu dao du của Trang Tử có câu: "Thượng cổ hữu đại xuân giã, thiên tuế vi xuân, bát thiên tuế vi thu" nghĩa là Đời thượng cổ có giống cây Đại Xuân, lấy 8000 năm làm mùa xuân, 8000 năm làm mùa thu. Người đời sau nhân đó gọi cha là Xuân Đường có ý mong cha được tuổi thọ.
Trong điển cố Kinh Thi: "Yên đắc huyên thảo ngôn thụ chi bối" (焉得萱草言樹背) nghĩa là "Ước gì được hoa hiên mà trồng ở thềm sau nhà (chỗ mẹ ở)". Theo phương hướng kiến trúc Trung Hoa là chái nhà phía sau gọi là "bắc đường". Nơi ở của người mẹ ở thường trồng hoa hiên (hay huyên thảo) nên người mẹ còn được gọi là “huyên đường".
Thời xưa người Trung Hoa xây nhà theo lối kiến trúc phương đàn 4 gian hình vuông ở giữa là sân rộng, sau cổng là bình phong lớn trừ tà ma. Bốn gian lần lượt gọi là Nam Đường, Bắc Đường, Đông Đường, Tây Đường, từng cặp đối sóng gọi là "Song đường". Đông đường là hướng mặt trời lên vì thế thường là phòng ở của người nam trong gia đình (là cha, con trai), Xuân Đường nghĩa là nơi của cha, Tây Đường là nơi thờ cúng tổ tiên và hội họp gia đình, Nam Đường dành cho nô bộc và quản gia trong nhà, còn gian nhà Bắc Đường thì dành cho phụ nữ, trẻ em. Do đó, thành ngữ có nghĩa chúc cha mẹ đều mạnh khoẻ, an khang.
Lời bài hát của nam ca sĩ Châu Hoa Kiện có câu: "Vong ưu thảo, vong liễu tựu hiếu".
Tại Đài Đông, Đài Loan trong lĩnh vực nông nghiệp cải tiến có nhiều giống cây hoa hiên được trồng làm cảnh và ăn được tại vùng nông nghiệp Hoa Liên.

## Hình ảnh

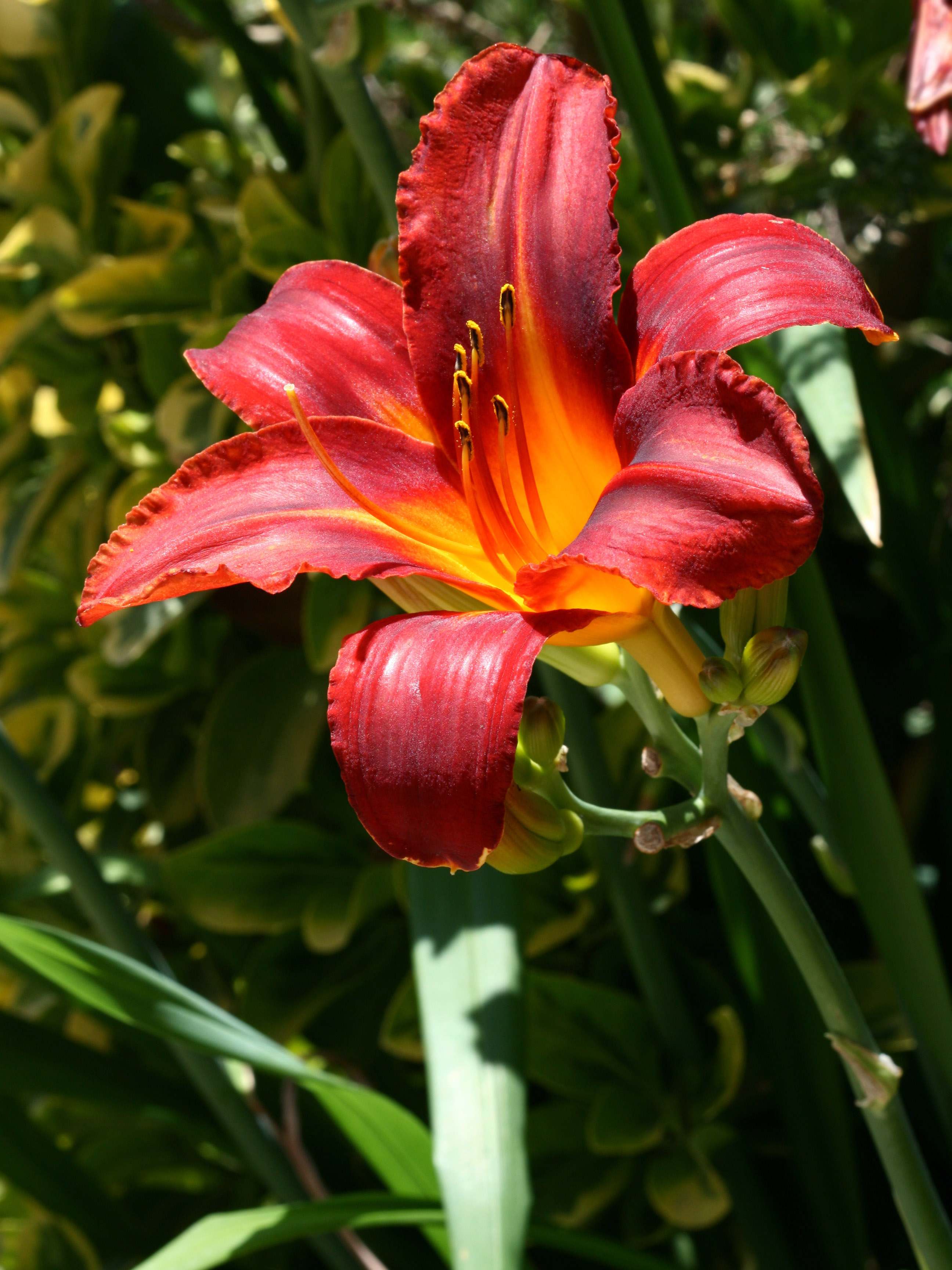
Cây Tạp giao huyên thảo “Happy Returns”
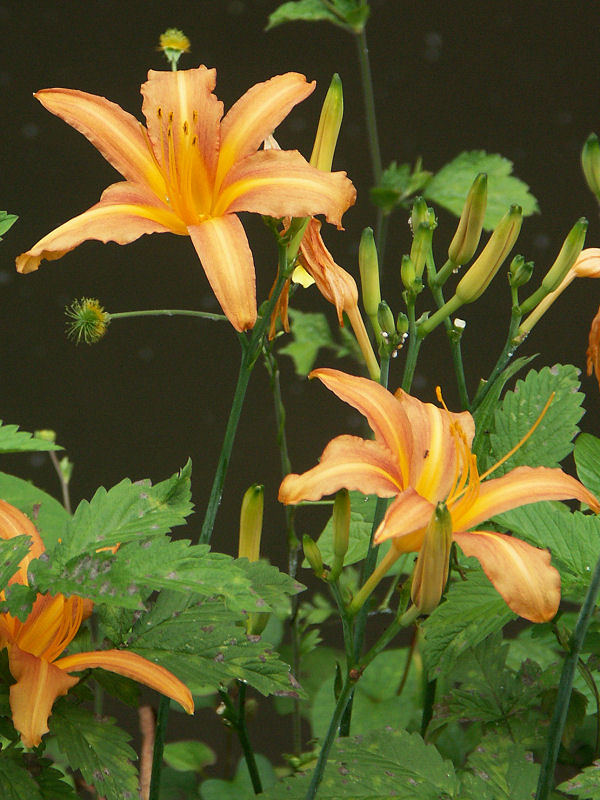
Cây Dã huyên thảo H. f. var. longituba
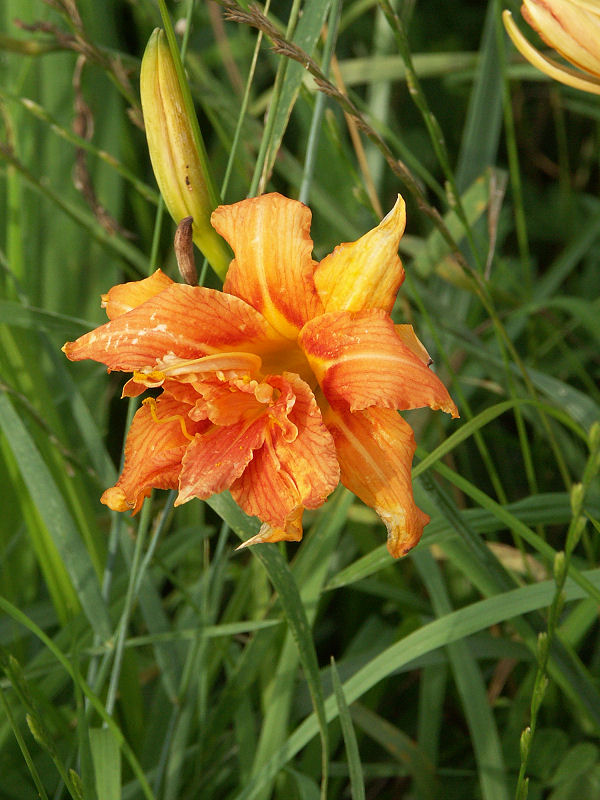
Cây Trọng biện huyên thảo H. f. var. kwanso